# Assassin's Creed: Rinascimento
Assassin's Creed: Rinascimento è un romanzo scritto dallo storico e scrittore Anton Gill (con lo pseudonimo di Oliver Bowden), e narra la storia di Ezio Auditore, come nel videogioco Assassin's Creed II.

## Ambientazione
La storia si svolge durante il Rinascimento italiano, nelle città di Firenze, Monteriggioni, San Gimignano, Forlì, Venezia e in Vaticano.
In Italia, i Templari sopravvissuti stanno manipolando la società a loro favore, ma l'Ordine degli Assassini è pronto a contrastarli.

## Trama
Nel 1476 Lorenzo de' Medici è al governo di Firenze e con la sua presenza ha portato ordine e pace tra le famiglie della città toscana; tuttavia, delle piccole battaglie continuano a scatenarsi. Ezio Auditore, figlio del banchiere Giovanni Auditore, vive nella sua spensieratezza fino a quando la famiglia, eccetto madre e sorella, viene giustiziata dal gonfaloniere di giustizia Uberto Alberti. Da quel giorno, Ezio vivrà uccidendo tutti i Templari implicati nell'omicidio del padre fino ad arrivare a Roma, dove scoprirà una Cripta all'interno delle Grotte Vaticane nella quale vivono gli Dei.

## Differenze con il videogioco
- Nel romanzo, c'è un breve riassunto su come Ezio e Cristina si sono incontrati la prima volta.
- Nel romanzo viene rivelato che anche a Vieri piaceva Cristina e una volta lui tentò di baciarla con la forza ma arrivò Ezio che picchiò Vieri e salvò Cristina.
- Diverse parti del libro raccontano altre visite a Cristina da parte di Ezio, come ad esempio poche ore dopo l'esecuzione del padre e dei fratelli, per chiedere a Cristina di aiutarlo a dare alla sua famiglia una degna sepoltura, oppure prima che Ezio incontri La Volpe, in cui Ezio aiuta il fidanzato di Cristina. Queste altre visite non sono presenti in Assassin's Creed II (Queste visite saranno giocabili in Assassin's Creed: Brotherhood attraverso i "Ricordi di Cristina").
- Nel romanzo, il rapporto tra Ezio e Rosa viene approfondito, mentre in AC2 si limitano a flirtare. Nel romanzo è confermato che i due stanno insieme.

### Equipaggiamento
- Nel gioco, dopo essere diventato un Assassino, le vesti di Ezio rimangono generalmente le stesse, fatta eccezione per le cappe e per l'Armatura di Altaïr. Nel romanzo, Ezio cambia spesso i suoi vestiti per armonizzarsi meglio, per esempio indossa degli abiti da monaco quando va al monastero, o indossa dei poveri abiti da civile quando è all'interno del villaggio al di fuori di Forlì.
- Nel romanzo, la prima lama celata di Ezio è attaccata al suo braccio destro, mentre nel gioco è attaccata al suo braccio sinistro.
- Nel romanzo, la seconda lama celata di Ezio è un'arma a doppia lama nel polso, non un'altra semplice lama come nel gioco.
- Nel romanzo, Ezio cambia la sua lama celata tra la lama avvelenata e la lama normale nelle missioni, mentre nel gioco, quando Ezio ottiene la lama avvelenata, la cambia istantaneamente. Questo è evidente quando compie i doppi assassinii.
- Nel romanzo, i proiettili per la pistola celata di Ezio sono forniti da Leonardo, mentre nel gioco sono forniti dai fabbri.
- Nel romanzo, la lama celata viene più spesso chiamata la "lama del Codice".
- A differenza del gioco, nel romanzo si dimostra che Mario è nervoso del fatto che Ezio faccia vedere e decifrare le Pagine del Codice a Leonardo perché non sa se fidarsi di lui. Nonostante ciò, Ezio va ancora da Leonardo per decodificare le pagine e per migliorare la sua lama celata.
- Nel romanzo, Ezio trova molte Pagine del Codice borseggiando i cadaveri dei suoi nemici, per esempio ne trova una tra le tasche di Vieri de'Pazzi e un'altra tra le tasche di Francesco de'Pazzi. Nel gioco, Ezio trova la maggior parte delle Pagine del Codice nelle banche templari, tuttavia non ne trova sul corpo di Vieri e di Francesco.
- Nel romanzo, Leonardo scopre che le Pagine del Codice nascondono una mappa anche senza averle tutte, mentre nel gioco Ezio scopre che le Pagine del Codice nascondono una mappa attraverso l'Occhio dell'Aquila.

### Omicidi
- Nel gioco, Ezio trafigge con rabbia Uberto Alberti più volte sul petto, mentre nel romanzo, lo trafigge alla gola.
- Nel gioco, è Ezio ad uccidere Bernardo Baroncelli, nel romanzo, quest'ultimo viene impiccato da Lorenzo de' Medici dopo essere stato torturato per ottenere da lui informazioni.
- Nel romanzo, Ezio bacia rispettosamente Jacopo de'Pazzi in fronte prima della sua morte. Invece di terminare la sua sofferenza accoltellandolo alla gola come nel gioco, Ezio pugnala Jacopo nel cuore.
- Nel romanzo, Ezio marchia con un simbolo della croce alcuni corpi dei suoi obiettivi, come Silvio Barbarigo e Dante Moro, probabilmente come simbolo dei Templari.

### Altri eventi
- Nel romanzo, Mario non menziona alcuna Tomba degli Assassini. Nel gioco, Mario ha una camera nascosta in cui vi è un'armatura che è appartenuta ad Altaïr ed è incredibilmente leggera, ma, allo stesso tempo, anche incredibilmente resistente. L'unico modo per poter indossare quest'armatura è trovare le tombe di sei Assassini, di raccogliere i sigilli posti all'interno di queste tombe e di restituirli alla camera.
- Nel romanzo, Annetta aiuta Ezio in più di un'occasione. Al contrario, nel gioco non si sa più nulla di lei dopo che ha condotto Ezio da sua sorella Paola.
- L'Occhio dell'Aquila non è affatto menzionato durante gli eventi del libro.
- Nel romanzo, Vieri de'Pazzi lancia una pietra ad Ezio e lo colpisce in fronte. Nel gioco, Vieri colpisce Ezio sulla parte destra delle labbra, dandogli la caratteristica cicatrice che hanno anche Altaïr e Desmond.
- Nel romanzo, durante la prima lotta con Vieri, viene detto che Ezio (compresi i suoi alleati e gli scagnozzi di Vieri) abbia una daga con lui, anche se nel gioco, Ezio ottiene la sua prima arma solo quando trova le vesti da Assassino di suo padre. Inoltre, la scena della lotta nel romanzo si svolge a tarda notte, mentre nel gioco, si svolge di pomeriggio.
- Nel romanzo, quando Ezio allunga la mano verso la colombaia per ricevere la lettera per il padre, trova alcuni graffiti dietro la colombaia che dicono: "COLUI CHE ACCRESCE CONOSCENZA ACCRESCE DOLORE" e "DOV'È IL PROFETA?" Questi messaggi non sono menzionati nel gioco.
- Nel gioco, il padre e i fratelli di Ezio vengono giustiziati simultaneamente. Nel romanzo, Petruccio viene giustiziato per primo, seguito da Federico, e, per ultimo, Giovanni.
- Nel gioco, Ezio riceve l'addestramento di Paola dopo aver visto sua madre e sua sorella. Nel libro, riceve l'addestramento prima di averle viste.
- Nel romanzo, Ezio esegue gli estremi riti per il padre e i fratelli dando fuoco alla barca che trasportava i loro cadaveri in riva al fiume - questa differenza tra gioco e romanzo viene rettificata in Assassin's Creed: Brotherhood attraverso l'accesso ai ricordi repressi di Ezio.
- Maria e Claudia Auditore soggiornano a Villa Auditore nel gioco, ma nel romanzo, le due abitano in un convento, dove Claudia diventa una suora; quest'ultima dopo un periodo di prova, viene convinta dalla madre badessa a rinunciare ai suoi voti per via del suo carattere e tempramento e a tornare, assieme alla madre, alla Villa di Monteriggioni.
- Nel gioco, durante il viaggio a Venezia con Leonardo da Vinci, Ezio guida il carro, evitando gli uomini dei Borgia. Nel romanzo c'è solo un cavaliere e uccide i cinque piloti del carro.
- Sempre nel romanzo, da Vinci, ha un gruppo di piloti di carri e guardie del corpo con lui, ma al primo segnale di attacco, fuggono tutti quanti.
- Nel romanzo, gli eventi che coprono la Battaglia di Forlì e i Falò delle Vanità vengono raccontati. Nel gioco queste missioni vanno acquisite come contenuto scaricabile.
- Nel romanzo dopo essere uscito dalla cripta Ezio trova Rodrigo Borgia morente perché si è avvelenato a causa del suo fallimento chiedendogli cosa evesse trovato nella cripta ricevendo come risposta un niente da Ezio, il gioco invece finisce con il monito di Minerva a Ezio.
- Minerva nomina Desmond durante il suo monito mentre nel romanzo no.

## Edizioni
- Oliver Bowden, Assassin's Creed - Rinascimento, collana Pandora, Sperling & Kupfer, 2010,  pp.405, ISBN 978-88-200-4893-8.
- Sul sito ufficiale del gioco è disponibile un file compresso zip contenente un pdf con le prime 10 pagine del libro.